# Scharlakenknolknikmos
Scharlakenknolknikmos (Bryum klinggraeffii) is een soort uit het geslacht knikmos (Bryum). 

## Determinatie
Scharlakenknolknikmos vormt dichte, licht- tot olijfgroene matjes bestaande uit dunne stengels met eironde, spitse blaadjes met krachtige, kort uittredende nerf. De kleine, onregelmatig gevormde broedknollen met uitpuilende cellen zijn karakteristiek. Deze komen alleen ondergronds voor en zijn altijd overvloedig aanwezig. Meer geïsoleerde plantjes vallen weinig op.

## Ecologie
Scharlakenknolknikmos komt algemeen voor op open, eutrofe, minerale bodems als gevolg van periodieke overstroming of hoge waterstanden zoals op zavel en klei langs rivieren, in beekdalen en langs vijvers. Verder op lemig akkerland en op ruderale terreinen.

## Verspreiding
Het verspreidingsgebied van scharlakenknolknikmos omvat de gematigde streken van het noordelijk en zuidelijk halfrond. In Nederland komt het vrij zeldzaam voor. Organische bodems in het laagveendistrict lijken te worden gemeden. Het vermoeden (zie Touw & Rubers, 1989) dat in Nederland vooral vrouwelijke populaties voorkomen, moet nader worden onderzocht. Sporenkapsels zijn in Nederland niet bekend.